# 施内山麓普赫贝格
施内山麓普赫贝格是奥地利下奥地利州诺因基兴县的一个市镇。总面积83.17平方公里，总人口2722人，人口密度32.7人/平方公里（2005年）。